# USACOM
USACOM (angleško United States Army Command) je vojaška kratica, ki označuje Poveljstvo kopenske vojske ZDA.
To poveljstvo pokriva samo enote kopenske vojske in nacionalne garde, ki se nahajajo v CONUS-u.